# Narodowy Komitet Olimpijski Lesotho
Narodowy Komitet Olimpijski Lesotho (ang. Lesotho National Olympic Committee) – lesotyjskie stowarzyszenie związków i organizacji sportowych. Zajmuje się przede wszystkim organizacją udziału reprezentacji w igrzyskach olimpijskich oraz upowszechnianiem idei olimpijskiej, promocją sportu i reprezentowaniem lesotyjskiego sportu w organizacjach międzynarodowych, w tym w Międzynarodowym Komitecie Olimpijskim.

## O komitecie
Narodowy Komitet Olimpijski Lesotho został przyjęty do Międzynarodowego Komitetu Olimpijskiego w 1971 lub 1972 roku.
Lesotho debiutowało na igrzyskach olimpijskich w Monachium w 1972 roku. Od 1980 roku lesotyjscy sportowcy nieprzerwanie startują na letnich igrzyskach (nie zdobywając medalu olimpijskiego).
W 2017 roku Matlohang Moiloa-Ramoqopo została po raz kolejny wybrana na stanowisko przewodniczącego komitetu.